# Carte communale
En France, la carte communale est un document d'urbanisme simplifié dont peut se doter une commune qui ne dispose pas d'un plan local d'urbanisme (PLU) ni d'un document en tenant lieu. Elle détermine les modalités d'application des règles générales du règlement national d'urbanisme, et est définie aux articles L. 160-1 et suivants, R. 161-1 et suivants du Code de l'urbanisme.
La carte communale peut concerner tout ou partie du territoire communal. Elle peut également être élaborée au niveau d'une structure intercommunale.

## Historique
À la fin des années 1970, les premières cartes communales sont un instrument pratique pour l'État et les communes afin de rendre plus aisée l'application du règlement national d'urbanisme (RNU). Les dispositions pour la plupart permissives du RNU nécessitent un examen au cas par cas et un outil est apparu nécessaire pour éviter le risque de décisions arbitraires.
Elles sont apparues à la suite d'une politique dite anti-mitage consistant à ne pas laisser construire sur tout le territoire communal, afin de ne pas augmenter inconsidérément les charges de la collectivité : extension des réseaux, entretien routier, viabilité hivernale, ramassage scolaire, etc., et de permettre de protéger l'agriculture et l'environnement rural. Une « règle du jeu » est donc apparue nécessaire pour éviter les disparités et limiter l'arbitraire des décisions accordant ou refusant les permis de construire.
Ces cartes communales ne s'appuyaient alors sur aucune base juridique, et ont souvent été annulées par le juge administratif.
Les cartes communales acquièrent un premier fondement législatif grâce à un document nommé Modalités d'application du règlement national d'urbanisme (MARNU), créé par la loi de décentralisation du 7 janvier 1983. Les MARNU sont élaborées par la commune et l'État, et sont approuvées conjointement par délibération du conseil municipal ainsi que par arrêté préfectoral. Les MARNU ont une durée de validité de quatre ans, car elles sont destinées à régir la commune le temps nécessaire pour que celle-ci se dote d'un plan d'occupation des sols.

La loi SRU supprime les MARNU et les remplace par un nouveau document d'urbanisme, les « cartes communales ». Celles-ci présentent deux différences essentielles par rapport aux MARNU précédentes : elles ont une validité permanente (mais peuvent être révisées en fonction de l'évolution des besoins), et sont approuvées après une enquête publique, afin de garantir la transparence de l'action administrative et permettre l'expression des habitants.
Par ailleurs, depuis la loi urbanisme et habitat du 2 juillet 2003, les cartes communales peuvent ouvrir droit à un droit de préemption.

## Élaboration
L'élaboration de la carte communale est généralement réalisée par un bureau d'études, agissant sous l'autorité du Maire.
L'initiative en revient au conseil municipal. Toutefois, si la commune est adhérente d'un établissement public de coopération intercommunale (EPCI) compétent en matière d'urbanisme, c'est celui-ci qui mène la procédure en lieu et place de la commune, avec l'accord de son conseil.
Une fois les études terminées, le projet de carte communale est soumis à enquête publique par le Maire. Au vu du rapport du commissaire enquêteur, le Conseil municipal délibère pour approuver le projet, et demander au Préfet d'en faire autant.

## Contenu
« (Les Cartes communales) délimitent les secteurs où les constructions sont autorisées et les secteurs où les constructions ne sont pas admises, à l'exception de l'adaptation, du changement de destination, de la réfection ou de l'extension des constructions existantes ou des constructions et installations nécessaires à des équipements collectifs, à l'exploitation agricole ou forestière et à la mise en valeur des ressources naturelles. »
— Extrait de l'article L 124-2 du Code de l'Urbanisme
La carte communale doit être compatible avec de nombreux documents d'urbanisme listés à l'article L. 124-2 du Code de l'urbanisme, et respecter les grands principes du droit de l'urbanisme définis aux articles L. 110 et L. 121-1 du Code de l'urbanisme.
Le dossier de la carte communale comprend :
- le rapport de présentation, qui :

1. Analyse l'état initial de l'environnement et expose les prévisions de développement, notamment en matière économique et démographique ;
2. Explique les choix retenus, notamment au regard des objectifs et des principes définis aux articles L. 110 et L. 121-1, pour la délimitation des secteurs où les constructions sont autorisées ; en cas de révision, il justifie, le cas échéant, les changements apportés à ces délimitations ;
3. Évalue les incidences des choix de la carte communale sur l'environnement et expose la manière dont la carte prend en compte le souci de sa préservation et de sa mise en valeur[2] ;

- les documents graphiques, qui :
  - délimitent les secteurs où les constructions sont autorisées et ceux où les constructions ne sont pas autorisées, à l'exception de l'adaptation, du changement de destination, de la réfection ou de l'extension des constructions existantes ou des constructions et installations nécessaires à des équipements collectifs, à l'exploitation agricole ou forestière et à la mise en valeur des ressources naturelles.
  - précisent éventuellement qu'un secteur est réservé à l'implantation d'activités, notamment celles qui sont incompatibles avec le voisinage des zones habitées.
  - En zone de montagne, ils indiquent, le cas échéant, les plans d'eau de faible importance auxquels il est décidé de faire application du huitième alinéa de l'article L. 145-5[3].
  - Ils délimitent, s'il y a lieu, les secteurs dans lesquels la reconstruction à l'identique d'un bâtiment détruit par un sinistre n'est pas autorisée[4]

Contrairement au plan local d'urbanisme, la carte communale ne comporte pas de règlement, et c'est donc le règlement national d'urbanisme qui s'applique.

## Effets
En délimitant les zones constructibles, la carte communale permet à la collectivité et aux propriétaires fonciers de s'affranchir de la règle de constructibilité limitée.
Elle permet également l'institution du droit de préemption urbain (DPU) sur des secteurs de la commune dans le but de réaliser un aménagement ou un équipement. Le droit de préemption offre la possibilité de se porter acquéreur d'un terrain à l'occasion de sa mise en vente.
Enfin l'approbation de la carte communale permet à la commune d'obtenir la compétence pour délivrer les autorisations d'urbanisme en lieu et place de l'État. Cependant ce transfert n'est pas automatique, il doit être décidé par le conseil municipal.
La carte communale n'est pas considérée comme tenant lieu de Plan Local d'Urbanisme (notamment pour l'application des dispositions de l'article L.442-3 du Code de l'Urbanisme) dans la mesure où elle n'a pas de règlement propre et c'est l'ensemble des règles du règlement national d'urbanisme (RNU) qui s'applique sur le territoire qu'elle couvre.
(Voir en ce sens )

## Révision
Même si la carte communale est adaptée aux territoires qui ne connaissent pas de pression foncière particulière, il peut être nécessaire de réviser périodiquement ce document de planification. Ces révisions se font dans les mêmes formes que l'élaboration initiale de la Carte communale

## Modernisation de la carte communale
La législation a évolué pour intégrer une évaluation environnementale des cartes communales.
Cette obligation était inscrite dans l'article L121-10 du Code de l'urbanisme (dans sa rédaction issue de la loi du 12 juillet 2010 portant engagement national pour l’environnement dite loi « ENE »). Elle devait se dérouler selon des modalités précisées par un décret du 23 août 2012, qui précisait que ne devaient faire l'objet d’une évaluation environnementale que :
1. les cartes communales dont le territoire comprend en tout ou partie un site du réseau Natura 2000 ;
2. les cartes communales de communes limitrophes d’une commune dont le territoire comprend en tout ou partie un site du Réseau Natura 2000, s’il est établi qu’elles sont susceptibles d’affecter de manière significative un site Natura 2000, individuellement ou en raison de leurs effets cumulés après un examen au cas par cas.

Or, il est apparu au législateur que cette application limitée de l’évaluation environnementale des cartes communales n'était pas compatible avec le droit européen sur l’évaluation des incidences de certains plans et programmes sur l’environnement, car objectivement, le fait qu’une commune ne soit pas limitrophe d’une commune comportant un site Natura 2000 ou que la carte communale d’une commune limitrophe soit sans incidence significative sur le site Natura 2000 de la commune voisin n'implique pas que cette carte communale n’ait aucune incidence sur l’environnement (au sens des critères de l’annexe II de la directive). L'application incomplète ou restreinte de l'évaluation conduisait à sous-estimer l'incidence possible sur l’environnement de certaines cartes.

La loi ALUR relative à l’urbanisme et au logement a remédié à ce défaut, en modifiant l’article L121-10 qui dans le code de l’urbanisme porte sur l'évaluation environnementale ; Elle a étendu l'obligation d'évaluation environnementale à toutes les cartes communales susceptibles d’avoir des incidences notables sur l’environnement.
La loi ALUR a aussi modernisé le régime juridique des cartes communales pour rendre la procédure plus démocratique et améliorer l’information urbanistique couvrant le territoire ; via deux mesures
1. modification de l’article L124-2 du code de l’urbanisme[8] pour « clarifier le rôle de l’organe délibérant de la commune ou l’EPCI dans la décision d’élaboration ou de révision d’une carte communale conformément à la jurisprudence administrative en vigueur précitée (CAA Bordeaux, 27 mai 2008, n°06BX01522). La délibération devra respecter les principes de l’article L300-2 du code de l’urbanisme relatif au contenu des délibérations de prescriptions de l’ensemble des documents d’urbanisme ».
2. modification l'article L126-1 du code de l’urbanisme[9] pour ajouter aux cartes communales une annexe sur les « servitudes d'utilité publique (SUP) » pour « donner plus de lisibilité à l’ensemble des informations réglementaires qui s’imposent en termes d’urbanisme en y intégrant les servitudes d’utilité publique » (souvent mal connues des habitants).